# Delta Trianguli
Delta Trianguli è un sistema binario situato a circa 35 anni luce dal Sistema solare, nella costellazione del Triangolo.
Mentre la componente primaria del sistema è una stella gialla di classe spettrale G0-V, con caratteristiche fisiche molto simili al Sole, ancora non si conoscono tutte le caratteristiche fisiche della seconda componente, soprattutto il tipo spettrale; pare più fredda e la classe spettrale stimato da G9 a K4, mentre la luminosità sarebbe 0,3 volte quella solare. Il periodo orbitale delle 2 stelle attorno al comune centro di massa in appena 10 giorni, in quanto la distanza tra le componenti è di soli 0,106 U.A., cioè meno di un terzo della distanza che separa Mercurio dal Sole. Il sistema fa parte dell'associazione stellare di Zeta Herculis.
La stella più vicina a Delta Trianguli è una nana rossa, nota come LP 245-10, situata a circa 1,8 anni luce di distanza; il sistema planetario più vicino conosciuto a Delta Trianguli è invece quello di Upsilon Andromedae, a circa 11 anni luce di distanza.